# Comte d'Ormonde

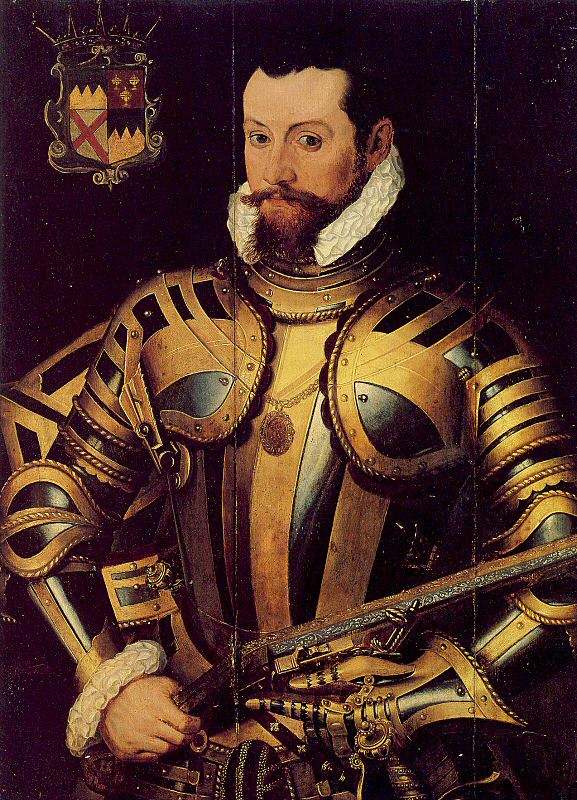
Thomas Butler (1531-1614), dit Black Tom, comte d'Ormonde (Galerie nationale d'Irlande).

Le titre de comte puis de duc d'Ormonde appartenait à la famille Butler, d'origine anglo-normande, présente en Irlande depuis 1185.
Le comté d'Ormonde (de l'irlandais : Ur Mumhan - le Munster de l'Est) est issu du démembrement du Royaume de Munster après la conquête anglo-normande. Cette partie échut à Theobald FitzWalter († 1205) qui est considéré comme le 1er baron d'Ormonde.
Les barons d'Ormonde prirent le nom de Butler d'après Theobald le Bouteiller fils de Theobald FitzWalter et devinrent ensuite comtes en 1328, marquis en 1642 puis ducs en 1661.

## Pairie d'Irlande

### Baron d'Ormonde[1]
Initialement, il s'agit d'un cantred (fief), l'une des baronnies féodales (en) instituées après l'invasion normande de l'Irlande. Cette baronnie n'est qu'une partie de la donation faite à Theobald FitzWalter (en) par Jean sans Terre vers 1185, à savoir des terres dans les comtés de Clare, Limerick, Offaly et Tipperary. L'Ormonde dans le Nord du comté de Tipperary correspondant au cantred d'« Euermun ». On trouve plus tardivement la graphie « Ermon » puis enfin Ormond francisé Ormonde. Ci-dessous les titulaires successifs de cette baronnie :
- Theobald FitzWalter (en) († 1205) ;
- Theobald Butler (en) († 1230) ;
- Theobald Butler (en) († 1248), son fils Lord Justice d'Irlande (en) en 1247 ;
- Theobald Butler (en) († 1285), son fils ;
- Theobald Butler († 1299), son fils ;
- Edmond Butler (en) († 13 septembre 1321), son frère Lord Deputy d'Irlande (1312 et 1315).

### Comte d'Ormonde, première création (1328)[4]
- 1328-1338 : James Butler (en) (v. 1305-1338), fils d'Edmond Butler. Lord Lieutenant d'Irlande en 1329 ;
- 1338-1382 : James Butler (en) (1331-1382), son fils. Lord Justice d'Irlande en 1359, 1360 et 1376 Lord Deputy en 1364 ;
- 1382-1405 : James Butler (en) (1361-1405), son fils. Lord Deputy d'Irlande en 1384 et Lord Justice en 1392 ;
- 1405-1452 : James Butler (1392-1452), son fils. Lord Deputy d'Irlande en 1407, 1424, 1440, 1450 Lord Justice 1426 et Lord Lieutenant 1420 et 1443 ;
- 1452-1461 : James Butler (1420-1461), son fils aîné. Lord Lieutenant en 1459 ;
- 1461-1476 : John Butler (1422-1476), son frère ;
- 1476-1515 : Thomas Butler (en) (v. 1426-3 août 1515), son frère ;
- 1515-1528 : Piers Butler (en) dit Red Piers (1467 –26 août 1539). Descendant de James Butler (mort en 1405), 3e comte d'Ormonde. Comte d'Ossory en 1528[5], Lord Deputy d'Irlande. Comte de facto jusqu'à ce qu'il y renonce en 1528.

### Comte d'Ormonde, deuxième création (1529)
- 1529-1539 : Thomas Boleyn, fils de William Boleyn et de Margaret Butler, fille et héritière de Thomas Butler mort en 1515. Père d'Anne Boleyn.

### Comte d'Ormonde, première création (retour)
- 1538-1539 : Piers Butler (en) dit Red Piers (1467 –26 août 1539). Descendant de James Butler (mort en 1405), 3e comte d'Ormonde. Comte d'Ossory en 1528[5], Lord Deputy d'Irlande 1523, lord Lieutenant 1528. Rétabli comme comte d'Ormonde en 1538[6].
- 1539-1546 : James Butler (en) (v. 1496-1546), son fils. 2e comte d'Ossory ;
- 1546-1614 : Thomas Butler dit Black Thomas (1531-1614), son fils. 3e comte d'Ossory et Lord Justice 1598 ;
- 1614-1632 : Walter Butler (en) (1569-1632), 4e comte d'Ossory, son neveu, fils de John (mort en 1570) ;
- 1632-1688 : James Butler (1610-1688). Créé marquis en 1642 puis duc d'Ormonde en 1661. Fils de Thomas Butler (mort en 1619) et petit-fils de Walter Butler mort en 1632. Lord Lieutenant d'Irlande : 1644, 1648, 1662, 1665, de 1677 à 1685.

### Duc d'Ormonde (1661)
- 1661-1688 : James Butler (1610-1688). Créé marquis en 1642 puis duc en 1661. Fils de Thomas Butler (mort en 1619) et petit-fils de Walter Butler mort en 1632. Lord Lieutenant d'Irlande : 1644, 1648, 1662, 1665, de 1677 à 1685 ;
- 1688-1745 : James Butler (1665-1745), fils de Thomas Butler (1634-1680) et petit-fils du précédent. Lord Lieutenant 1703 et 1710 ;
- 1745-1758 : Charles Butler (1671-1758), 1er comte d'Arran (en), duc de jure, mais ne porte pas le titre. Frère du précédent.

Les dignités de marquis et de duc d'Ormonde cessent d'exister celle de comte passe de droit (de jure) à John Butler.

### Comte d'Ormonde (1758)
- 1758-1766 - 8e (ou 15e) : John Butler (en) († 1766), arrière-petit-fils de Richard Butler (1615-1701), le frère cadet du 1er duc d'Ormonde ;
- 1766-1783 - 9e : Walter Butler (en) (1703-1783), son cousin germain ;
- 1783-1795 - 10e : John Butler (1740-1795), son fils ;
- 1795-1820 - 11e : Walter Butler (1770-1820), son fils. Créé marquis en 1816.

Les titres s'éteignent.

## Pairie du Royaume-Uni

### Marquis d'Ormonde, première création[7](1816)
- Walter Butler (1770-1820), son fils. Créé marquis en 1816. À sa mort, le titre de marquis s'éteint.

### Marquis d'Ormonde, seconde création (1825)
- James Butler (1777-1838), frère de Walter Butler
- John Butler (1808-1854) , son fils
- James Butler (1844-1919), son fils
- Arthur Butler (1849-1943), son frère
- George Butler (1890-1949), son fils
- Arthur Butler (1893-1971), son frère
- Charles Butler (1899-1997), son cousin

## Sources
- Comte d'Ormonde sur Leigh Rayment's Peerage Page.
- Theodore William Moody, Francis John Byrne Francis X. Martin A New History of Irelande, tome IX; Maps Genealogies, Lists page 234 -Earls and Dukes of Ormond and their antecedents 1185-1745- Oxford University Press  (ISBN 0198217455).
- Stokvis, Anthony Marinus Hendrik Johan. Manuel d'histoire, de généalogie et de chronologie de tous les États du globe, depuis les temps les plus reculés jusqu'à nos jours. préf. H. F. Wijnman. - Israël, 1966